# Jack DiFalco
Jack DiFalco (4 febbraio 1996) è un attore statunitense, attivo in campo teatrale, televisivo e cinematografico.

## Biografia
Jack DiFalco ha fatto il suo debutto sulle scene nel 2015, nel dramma Mercury Fur in scena nell'Off Broadway. Recitò ancora nell'Off Broadway nel 2017k, come sostituto di Lucas Hedges nella pièceYen. Nello stesso anno debuttò a Broadway con La stanza di Marvin, in cui interpretava l'adolescente ribelle Hank e tornò a recitare nell'Off Broadway nella trilogia teatrale Torch Song Trilogy con Michael Urie. Nell'autunno 2018, DiFalco tornò a Broadway con Torch Song Trilogy, mentre nel febbraio del 2019 rimpiazzò Tom Glynn-Carney nel dramma The Ferryman a Broadway. Attivo anche in campo televisivo e cinematografico, ha recitato nelle serie TV Daredevil, Blue Bloods and Law & Order.
DiFalco è dichiaratamente gay.

## Filmografia

### Cinema
- One Percent More Humid, regia di Liz W. Garcia (2017)
- I Can I Will I Did, regia di Nadine Truong (2017)
- Il cardellino (The Goldfinch), regia di John Crowley (2019)
- Silo, regia di Marshall Burnette (2021)

### Televisione
- Blue Bloods - serie TV, episodio 6x14 (2016)
- The OA - serie TV, episodio 1x03 (2016)
- Modern Aliens: A Documentary Periodical - serie TV, 1 episodio (2017)
- Paterno - film TV (2018)
- Law & Order - Unità vittime speciali (Law & Order: Special Victims Unit) - serie TV, episodio 19x18 (2018)
- Daredevil - serie TV, episodio 3x10 (2018)
- FBI - serie TV, episodio 2x01 (2019)
- Prodigal Son - serie TV, episodio 2x03 (2021)
- Chicago P.D. - serie TV, episodio 10x20 (2023)

## Doppiatori italiani
Nelle versioni in italiano delle opere in cui ha recitato, Jack DiFalco è stato doppiato da:
- Mirko Cannella in Law & Order - Unità vittime speciali
- Mattia Nissolino in Daredevil

## Teatro
- Il signore delle mosche da William Golding, regia di Anthony Powell. The Space Theater di Denver (2014)
- Mercury Fur di Philip Ridley, regia di Scott Elliott. Romulus Linney Courtyard Theatre dell'Off-Broadway (2015)
- Yen di Anna Jordan, regia di Trip Cullman. Lucille Lortel Theatre dell'Off-Broadway (2017)
- La stanza di Marvin di Scott McPherson, regia di Anne Kauffman. American Airlines Theatre di Broadway (2017)
- Torch Song di Harvey Fierstein, regia di Moisés Kaufman. Second Stage dell'Off-Broadway (2017), Helen Hayes Theater di Broadway (2018)
- The Ferryman di Jez Butterworth, regia di Sam Mendes. Bernard B. Jacobs Theatre di Broadway (2019)